# West Sacramento, Kalifornien
West Sacramento är en stad (city) i Yolo County i Kalifornien i USA. Enligt United States Census Bureau har staden en folkmängd på 49 045 invånare (2011) och en landarea på 55,5 km². Staden separeras från Sacramento genom Sacramento River.

## Sport
- Athletics (Major League Baseball)